# La Chapelle-Basse-Mer

Localització de La Chapelle-Basse-Mer

La Chapelle-Basse-Mer (en bretó Chapel-Baz-Meur) és un municipi francès, situat a la regió de país del Loira, al departament de Loira Atlàntic, que històricament ha format part de la Bretanya. L'any 2006 tenia 4.738 habitants. Limita amb els municipis de Barbechat, Le Loroux-Bottereau, Saint-Julien-de-Concelles, Mauves-sur-Loire i La Varenne (Maine i Loira).

## Demografia
| 1962                                       | 1968  | 1975  | 1982  | 1990  | 1999  |
| ------------------------------------------ | ----- | ----- | ----- | ----- | ----- |
| 2.527                                      | 2.675 | 2.970 | 3.560 | 4.012 | 4.272 |
| Des de 1962: població sense dobles comptes |       |       |       |       |       |

## Administració
| Període | Identitat   | Partit |
| ------- | ----------- | ------ |
| 2008-   | Roger Jamin |        |